# Donovan Jackson (cestista)
Donovan Jackson (Milwaukee, 9 febbraio 1996) è un cestista statunitense.